# Helen Joyce

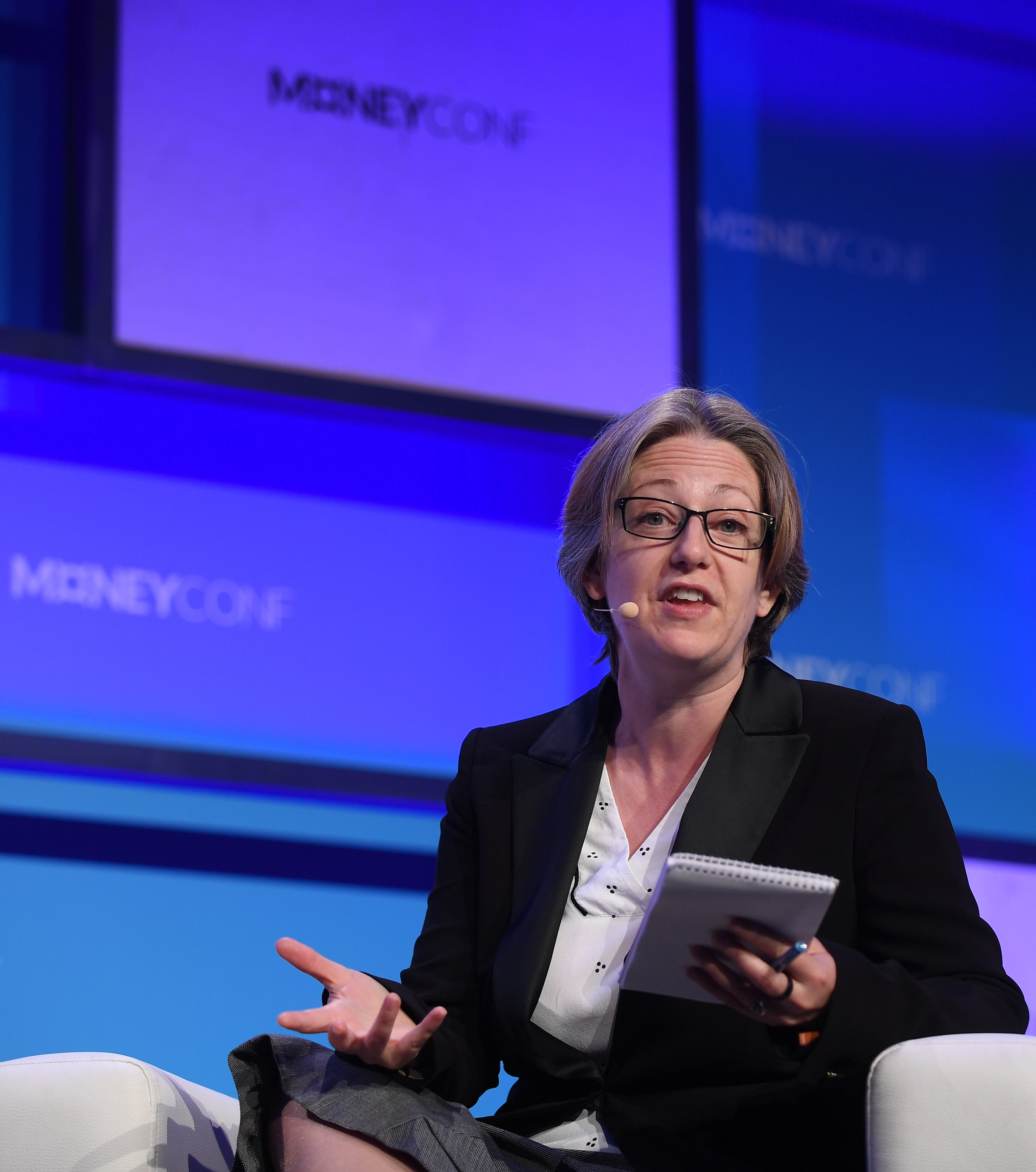
Helen Joyce MoneyConf 2018

Helen Joyce is een Ierse wiskundige, journalist en gendercriticus die publiceert over de transgenderbeweging. Ze studeerde wiskunde en werkte in de academische wereld voordat ze journalist werd. In 2005 ging Joyce aan de slag bij The Economist als onderwijscorrespondent. Sindsdien heeft ze bij de krant verschillende hogere functies bekleed, waaronder financieel redacteur en internationaal redacteur. In 2021 publiceerde ze haar genderkritische boek Trans: When Ideology Meets Reality.

## Carrière
In 2000 sloot ze zich aan bij het toen net gelanceerde Millennium Mathematics Project (MMP) aan de Universiteit van Cambridge, ter promotie van wiskundeonderwijs op scholen en andere locaties. Twee jaar lang werkte ze aan een MMP-project waarmee wiskundigen rechtstreeks met scholen konden communiceren via video. In 2002 werd ze benoemd tot redacteur van het online project Plus Magazine, een functie die zij drie jaar bekleedde. In 2004 werd ze ook oprichter en redacteur van het driemaandelijkse tijdschrift Significance van de Royal Statistical Society met als doel om op een vermakelijke en tot nadenken stemmende manier het praktische gebruik van statistieken te demonstreren en om te laten zien hoe dit nuttig is voor mensen uit alle lagen van de bevolking.
In 2005 werd Joyce onderwijscorrespondent voor The Economist. Vier jaar later stapte ze over naar het project van de krant, waarin ze onderzocht hoe statistieken het beste aan lezers konden worden gepresenteerd. In augustus 2010 verhuisde ze naar São Paulo om bureauchef van The Economist in Brazilië te worden, een functie die ze tot 2013 bekleedde. Terug in Londen werd ze financieel redacteur en internationaal redacteur van The Economist en in maart 2020 werd ze hoofdredacteur voor de evenementensectie.
In 2022 nam ze een jaar onbetaalde sabbatical van The Economist en werd ze directeur belangenbehartiging voor Sex Matters, een anti-gendervereniging. In januari 2023 besloot ze om bij 'Sex Matters' te blijven in plaats van terug te keren naar The Economist.

## Opvattingen over transgenderonderwerpen
Vanaf juli 2018 stelde Joyce een reeks artikelen samen over transgender identiteit in The Economist. Hierin liet zij zich kritisch uit over tal van maatschappelijke problemen die de transrechten met zich mee brengen, zoals bijvoorbeeld in sport, met betrekking tot vrouwenrechten, privacy en veiligheid voor vrouwen op toiletten, in kleedkamers en in vrouwengevangenissen.

### Trans: Wanneer ideologie de realiteit ontmoet
In juli 2021 werd Joyce's boek Trans: When Ideology Meets Reality gepubliceerd door 'Oneworld Publications'. Het boek stond binnen een week na publicatie op nummer zeven van de lijst van bestverkochte hardcovers in The Sunday Times. Het werd door The Times uitgeroepen tot een van de beste boeken van het jaar. Het boek kreeg andere positieve recensies in de Evening Standard, New Statesman, en in The Scotsman.